# الآشوريون الأخيرون
 
الآشوريون الأخيرون ((بالفرنسية: Les Derniers Assyriens)‏ هو فيلم وثائقي فرنسي عام 2004 لروبرت الووكس.

## ملخص
يبدأ هذا الفيلم في المجتمع الكلدو الآشوري في سارسيليس بفرنسا (منطقة العاصمة باريس) ويحكي عن إعادة بناء هُوِيَّة الآشوريين الناطقين باللغة الآرامية الشرقية. هم من أوائل الأشخاص الذين اعتنقوا المسيحية وما زالوا يتحدثون ويكتبون السريانية، وهي إحدى اللهجات الآرامية في شمال بلاد ما بين النهرين التي نشأت في آشور خلال القرن الخامس قبل الميلاد. جميعهم في الأصل أعضاء في كنيسة المشرق، وهم اليوم أعضاء في كنيسة المشرق الآشورية، وكنيسة الشرق الكلدانية الكاثوليكية القديمة، والكنيسة الآشورية الخمسينية، والكنيسة الإنجيلية الآشورية. المتحدثون باللغة الآرامية المركزية هم أعضاء في الكنيسة السريانية الأرثوذكسية والكنيسة السريانية الكاثوليكية. نشأت من شمال العراق وجنوب شرق تركيا وشمال شرق سوريا وشمال غرب إيران (في جوهرها المنطقة التي كانت تُعرف باسم آشور من القرن الخامس والعشرين قبل الميلاد إلى القرن السابع الميلادي) وهم من نسل الشعوب السامية في بلاد ما بين النهرين القديمة.
تم تصنيفهم من قبل الكنيسة الكاثوليكية الأوروبية على أنهم هراطقة في القرن الخامس، وأسسوا كنيسة المشرق والكنيسة السريانية في القرن الأول الميلادي (أعيدت تسميتها بالخطأ من قبل المسيحيين الغربيين النسطورية واليعقوبية)
لقد أبقوا واحدة من أقدم الشعائر المسيحية على قيد الحياة. قاموا بترجمة العديد من النصوص اليونانية القديمة أولاً إلى السريانية والعكس صحيح، ثم إلى العربية، وبشروا الصين والهند ومنغوليا خلال العصر الذهبي للإمبراطورية العربية.
في عام 1915، كانوا مع الأرمن واليونانيين كضحايا إبادة جماعية بدوافع عرقية ودينية ارتكبتها الإمبراطورية العثمانية التركية وقد فر الكثير منهم إلى أوروبا والإمبراطورية الروسية والولايات المتحدة. مرة أخرى، تم ذبحهم في العراق عام 1933 في مذبحة سميل. حتى لو تم استخدام أسماء مختلفة لوصفهم - Assurayu, Assyrians، والمشتقات اللاحقة مثل Chaldo-Assyrians، السريان، Atoraye، Assouri، Assuristani، Suraye، Suryoyo ، شرق سوريا، - يتشاركون نفس الثقافة والدين واللغة، نشأ من نفس المنطقة، لديهم نفس المظهر الجيني المميز، وهم ينتمون إلى شعب واحد.
بقي عدد قليل جدا من الآشوريين في طور عابدين (تركيا)، حيث يحمي الرهبان بعض أقدم الأديرة المسيحية. كان هناك حوالي 1.5 مليون آشوري في العراق قبل عام 1990؛ الآن، يفر الكثيرون من أوطانهم القديمة في مواجهة الاضطهاد العرقي والديني، وتعمل العديد من الحركات السياسية، مثل الحركة الديمقراطية الآشورية والمجلس الشعبي الكلداني السرياني الآشوري، على المساعدة في الحفاظ على ثقافتهم. يعيش جزء كبير من هذه المجتمعات الآن في البلدان الغربية حيث تصبح ذكرى الإبادة الجماعية نقطة مركزية في هويتهم.

## الإنتاج والتوزيع
هذا الفيلم هو نتاج سبع سنوات من العمل في تركيا (طور عابدين، قطشانيس، حكاري)، العراق (قبل وبعد وصول القوات الأمريكية)، سوريا، الولايات المتحدة، وأوروبا. يحتوي على مقابلات مع Pr. سيباستيان بروك (أكسفورد، المملكة المتحدة)، والعلاقات العامة. جوزيف يعقوب (ليون، فرنسا)، وحصل على دعم من الكنائس الناطقة بالآرامية. الفيلم الوثائقي من إنتاج شركة ليوراك للإنتاج (باريس، فرنسا) وبتمويل من المركز الوطني للسينما.
تم بثه على قنوات تلفزيونية تابعة للاتحاد الأوروبي وشمال إفريقيا والشرق الأوسط، وتم اختياره في عدة مهرجانات دولية.  أقيمت عدة عروض  في فرنسا،  لبنان،  المملكة المتحدة،  إسبانيا، إيطاليا،  ألمانيا، هولندا،  بلجيكا،  السويد،  سوريا،  كوستاريكا،  تايلاند  والولايات المتحدة.
كان هذا الفيلم الوثائقي من أوائل الأفلام التي رويت هذا التاريخ وتحدثت عن الإبادة الجماعية للآشوريين. يدعم آخر الآشوريين النضال من أجل الاعتراف به، وتقوم مؤسسات مختلفة بعرض الفيلم من أجل الحفاظ على ثقافة هذا الشعب الأصلي لبلاد ما بين النهرين.

## روابط خارجية
- باللغة الإنجليزية Press
- باللغة الفرنسية Le Parisien
- باللغة الإنجليزية Official Website, view the film
- باللغة الفرنسية France Culture
- باللغة الإنجليزية Production
- باللغة الفرنسية Arameens
- باللغة الفرنسية Syriaque Orthodoxe
- باللغة الإنجليزية arte distribution